# .al
.al ist die länderspezifische Top-Level-Domain (ccTLD) des Staates Albanien. Sie existiert seit dem 21. April 1992 und wird von der staatlichen Fernmeldebehörde (Behörde für elektronische und postalische Kommunikation, Electronic and Postal Communications Authority, Autoriteti i Komunikimeve Elektronike dhe Postare, kurz AKEP) verwaltet. Bis zum 1. Mai 2013 waren nur albanische Staatsbürger und Unternehmen berechtigt, eine .al-Adresse zu registrieren. Mittlerweile ist diese Einschränkung entfallen, sodass .al-Domains von jedermann frei registriert werden können. Es dürfen nur alphanumerische Zeichen verwendet werden, eine Domain muss ferner zwischen zwei und 63 Zeichen lang sein. Ende 2019 waren rund 23.000 Domainadressen registriert.